# Domitius (genre)
Genre
Domitius est un genre d'araignées aranéomorphes de la famille des Nesticidae.

## Distribution
Les espèces de ce genre se rencontrent dans des grottes en Italie, en Espagne et au Portugal.

## Liste des espèces
Selon World Spider Catalog (version 21.0, 10/07/2020) :
- Domitius baeticus (López-Pancorbo & Ribera, 2011)
- Domitius culsu Ballarin, 2020
- Domitius luquei (Ribera & Guerao, 1995)
- Domitius lusitanicus (Fage, 1931)
- Domitius menozzii (Caporiacco, 1934)
- Domitius murgis (Ribera & De Mas, 2003)
- Domitius sbordonii (Brignoli, 1979)
- Domitius speluncarum (Pavesi, 1873)

## Publication originale
- Ribera, 2018 : A new genus of nesticid spiders from western European Peninsulas (Araneae, Nesticidae). Zootaxa, vol. 4407(2), p. 229-240.